# Клементина (космічний апарат)
Клементина (англ. Clementine) — об'єднана місія 1994 року Командування повітряно-космічної оборони Північної Америки і НАСА з випробування військових технологій і паралельної  детальної фотозйомки поверхні Місяця. 
Зонд передав на Землю близько 1,8 млн знімків поверхні Місяця. Деякі знімки цієї місії викликали суперечки і припущення серед наукових і навколонаукових спільнот.
«Клементина» — перший зонд, який передав наукові дані, що підтверджують гіпотезу про наявність води на полюсах Місяця.
Клементина була виведена на навколомісячну орбіту 19 лютого і покинула її 4 травня 1994 року з метою подальшого польоту до астероїда (1620) Географ. Але відмова бортового обчислювача 7 травня 1994 року не дозволила виконати повторне зближення з Місяцем і направити КА до мети.